# Taphozous perforatus
Espèce
Taphozous perforatus est une espèce de chauve-souris de la famille des Emballonuridae.

## Distribution
Cette espèce se rencontre en Afrique, au Moyen-Orient  et dans l'ouest de l'Asie du Sud.

## Liste des sous-espèces
Selon Mammal Species of the World (version 3, 2005)  (17 mars 2011) :
- Taphozous perforatus haedinus Thomas, 1915
- Taphozous perforatus perforatus Geoffroy, 1818
- Taphozous perforatus senegalensis Desmarest, 1820
- Taphozous perforatus sudani Thomas, 1915

## Publication originale
- É. Geoffroy, 1818 : Description de l'Égypte.